# Bruine zwartkop
Pseudeuophrys erratica is een spinnensoort in de taxonomische indeling van de springspinnen (Salticidae).
Het dier behoort tot het geslacht Pseudeuophrys. De wetenschappelijke naam van de soort werd voor het eerst geldig gepubliceerd in 1826 door Charles Athanase Walckenaer.